# Search engine advertising
 (janvier 2015).
Si vous disposez d'ouvrages ou d'articles de référence ou si vous connaissez des sites web de qualité traitant du thème abordé ici, merci de compléter l'article en donnant les références utiles à sa vérifiabilité et en les liant à la section « Notes et références ».
Le référencement payant, en anglais SEA pour « Search Engine Advertising », est une discipline proche de l'optimisation pour les moteurs de recherche (SEO) et du marketing des moteurs de recherche (SEM), qui lui sont généralement associées.
Elle consiste en la mise en place de réponses subventionnées (payantes, aux enchères ou à coût fixe) dans les pages de résultats d'un moteur de recherche (SERP), par opposition au référencement gratuit, dit naturel.
L'achat de liens sponsorisés consiste simplement en l’achat de mots-clés comme sur l’interface Google Ads (anciennement Google Adwords). Le site en question achète par exemple cent mots clés qu’il aura jugés pertinents (selon une étude préalable).
Google Ads est la plateforme de création de publicités de Google mais il est également possible de diffuser des annonces de référencement payantes sur d'autres moteurs de recherche comme Bing (Microsoft Advertising) ou Yandex (très utilisé en Russie). Ces moteurs de recherche possèdent leurs propres plateformes de création et gestion de référencement payant,.

## Fonctionnement
Le Réseau de Recherche de Google est un groupe de sites de recherche et d'applications sur lesquels les annonces Google Ads peuvent être diffusées. Il comprend principalement la page de résultats de recherche de Google (SERP) et les sites de recherche partenaires de Google, tels que AOL et Ask.com.
Lorsqu'un utilisateur effectue une recherche sur Google ou l'un de ses partenaires, des annonces Google Ads peuvent apparaître en fonction des mots clés utilisés dans la recherche. Ces annonces sont généralement présentées en haut et en bas des résultats de recherche organiques et sont clairement identifiées comme telles.
Les annonces sur le Réseau de Recherche sont principalement des annonces textuelles composées de trois titres de trente caractères, de deux descriptions de quatre-vingt-dix caractères, et d'une URL de destination. Les annonceurs enchérissent sur des mots clés liés à leurs produits ou services, et les annonces les plus pertinentes et performantes sont affichées aux utilisateurs en fonction d'un système d'enchères en temps réel.
Le principal avantage des annonces sur le Réseau de Recherche est qu'elles permettent aux annonceurs de cibler des utilisateurs qui sont activement à la recherche de leurs produits ou services, ce qui peut entraîner un taux de conversion plus élevé et un meilleur retour sur investissement (ROI) pour les campagnes publicitaires.
D’ailleurs, les statistiques montrent que les internautes cliquent en premier sur les liens dits naturels plutôt que les liens payants :
|                                           | Visibilité des liens naturels (en % du taux de clic) | Visibilité des liens sponsorisés (en % du taux de clic) |
| ----------------------------------------- | ---------------------------------------------------- | ------------------------------------------------------- |
| Position no 1 dans le moteur de recherche | 100 %                                                | 50 %                                                    |
| Position no 2 dans le moteur de recherche | 100 %                                                | 40 %                                                    |
| Position no 3 dans le moteur de recherche | 100 %                                                | 30 %                                                    |

Plusieurs mode de paiement des campagnes d’achat de mots clés existent. Les principes de rémunération sont simples : chaque annonce cliquée implique une rémunération pour Google équivalente au montant du mot clé tapé par l’internaute sur le moteur de recherche qui a permis de faire apparaître ladite annonce (en moyenne 0,40€ du clic).
- Il existe une autre interface de campagnes d’achat de mots clés : Yahoo! Search Marketing
- Les liens sponsorisés (ou liens commerciaux ou liens promotionnels) sont des liens à vocation publicitaire. Ils apparaissent en général en marge des résultats dans les moteurs de recherche, dans certains logiciels et sont identifiés en tant que tel.
- Les liens commerciaux ont fleuri ces dernières années et sont présents sur tous les grands moteurs de recherche (Google, MSN, et Yahoo disposent de leur propre régie de liens commerciaux) sous différents noms : liens commerciaux, liens sponsorisés, ou encore liens promotionnels. Les principaux moteurs proposent aussi de diffuser sur d'autres sites. L'annonceur a le choix d'apparaître sur les sites partenaires du moteur.
- Les liens sponsorisés sont aussi présents sur de très nombreux sites commerciaux, éditoriaux, personnels... assurant ainsi à ses derniers une source de revenus importante et pouvant représenter jusqu'à la totalité de ces revenus.
- Le succès de ces liens réside dans le fait qu’ils garantissent à l’annonceur une présence immédiate et optimale de son site sur les moteurs de recherche et une visibilité accrue (en général une mise en avant graphique est effectuée) en regard des résultats bruts obtenus par le moteur.
- Dans le principe, l’annonceur fait l’achat pour une durée déterminée des requêtes et mots clefs sur lesquels il souhaite voir son site positionné. Cet achat s’effectue souvent aux enchères (le montant de l’enchère étant l'un des éléments déterminant le positionnement d’une annonce par rapport à celle de la concurrence)[4].

## Consultant SEA
Un consultant SEA (Search Engine Advertising), aussi connu sous le nom de consultant en publicité sur les moteurs de recherche, est un professionnel du marketing numérique spécialisé dans la création et la gestion de campagnes publicitaires sur les moteurs de recherche tels que Google, Bing ou Yahoo. Ce rôle requiert une connaissance approfondie des plateformes publicitaires des moteurs de recherche, notamment Google Ads et Microsoft Advertising. Les consultants SEA travaillent avec des entreprises pour développer des stratégies de publicité payante qui augmentent leur visibilité en ligne, génèrent du trafic vers leur site web et favorisent les conversions. Ils utilisent diverses techniques, dont l'optimisation des mots clés, le ciblage démographique et géographique, la création d'annonces attrayantes et la gestion des enchères, pour maximiser le retour sur investissement des campagnes publicitaires de leurs clients. Les consultants SEA peuvent travailler en tant que freelances, au sein d'une agence de marketing numérique, ou en interne dans une entreprise.